# Alessandro Castagnoli
Alessandro Castagnoli (Parma, 1º marzo 1988) è un ex rugbista a 15 italiano, di ruolo utility back ed internazionale per l'Italia nel rugby a 7.

## Biografia
Castagnoli nasce a Parma, in Italia.
Si avvicina al rugby giocando nelle giovanili dei club cittadini, arrivando a vestire la maglia della prima squadra del GRAN Parma durante la stagione sportiva 2007-08.
Gioca per il GRAN fino all'estate 2010, quando confluisce nella rosa della neonata franchigia del GranDucato per la stagione 2010-11.
Nel 2011 viene ingaggiato dal Reggio Emilia, club con il quale disputa le tre stagioni successive in Eccellenza. A Reggio Emilia diventa uno dei punti fermi della formazione titolare reggiana, disputando quasi tutti gli incontri delle stagioni regolari.
Durante la stagione 2012-13 viene selezionato dalle Zebre impegnate in Pro12 come permit player, scendendo in campo in due occasioni come tre quarti ala conto Ulster e Glasgow Warriors.
Nel 2014 torna nel parmense sponda Colorno in serie A. Disputa cinque stagioni con i colornesi fino a quella 2018-19, collezionando 77 presenze e la promozione in TOP12.

### Carriera internazionale
Nel 2008, mentre milita tra le file del GRAN Parma, viene convocato nella nazionale Under-20 che prendere parte al campionato mondiale giovanile di rugby in Galles, disputando tre incontri del torneo.
Nel 2012 entra a far parte della nazionale di rugby a 7 partecipando alle Sevens Grand Prix Series del 2013 e del 2014.
Nel 2013 viene selezionato nell'Italia Emergenti che disputa la IRB Nations Cup giocando tutti e tre i match contro Argentina Jaguares, Romania e Russia, segnando una meta contro quest'ultimi.